# Nekomata

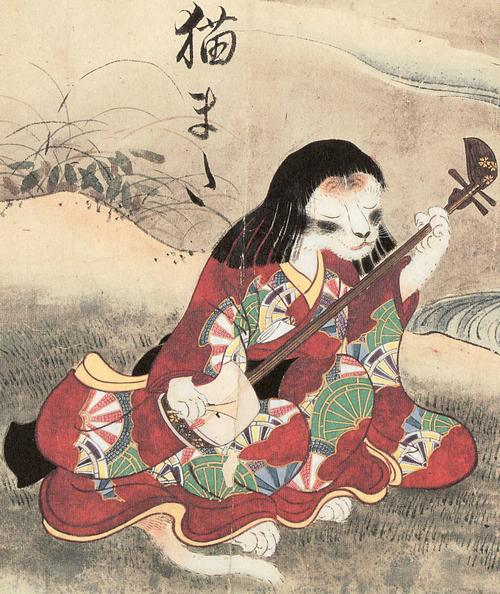
Nekomata v lidském oděvu hrající na šamisen, Súši Sawaki, 1737

Nekomata (japonsky 猫又, původně 猫また; neko znamená kočka, mata odkazuje na rozštěpení ocasu) je jedním z několika popsaných kočičích jókaiů. Kočky jsou v Japonsku spolu s psíkem mývalovitým a liškou zdrojem lidové pověrčivosti.
Od obyčejné kočky se nekomata vzhledově liší pouze tím, že má ocas rozštěpený na dva. Podle tradice se nekomatou stane kočka, většinou bílá, která se dožije dostatečně vysokého věku (stáří předmětu či zvířete je častým původem jókaie), její ocas se rozdělí a začne tropit neplechu. V legendách jsou nekomaty mnohem větší než je pro kočku obvyklé a žijí v lesích a horách. Příběh z roku 1233 popisuje noc, během které nekomata o velikosti většího psa sežrala několik lidí. Algernon Bertram Mitford ve sbírce Tales of Old Japan z roku 1871 vydal příběh o krvežíznivé nekomatě The Vampire Cat of Nabéshima. Nekomata je součástí obrázkového svitku Hjakkai zukan z roku 1737, jehož autorem je Súši Sawaki a Sekien Torijama nekomatu vyobrazil ve své čtyřdílné ilustrované encyklopedii jókaiů Gazu hjakki jagjó z let 1776–1784.
Podobnou bytostí je bakeneko, která ale nemá dva ocasy a častěji mění podobu jako bake-danuki. Souhrnně se nadpřirozené kočky označují kaibjó.

## Galerie

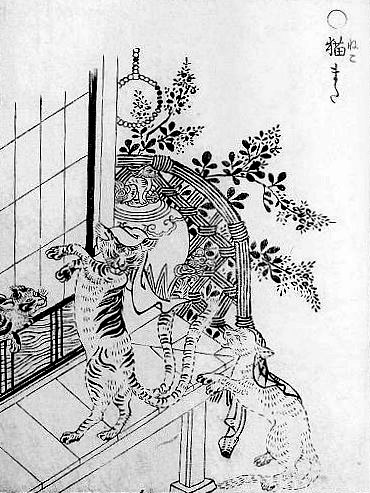
Nekomata s ručníkem na ilustraci Sekiena Torijamy, 18. století
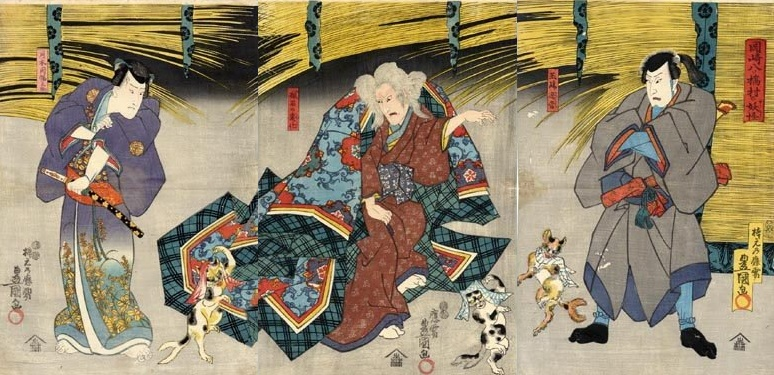
Scéna z kabuki se třemi kočkami s rozštěpeným ocasem, Kunisada Utagawa, 1847
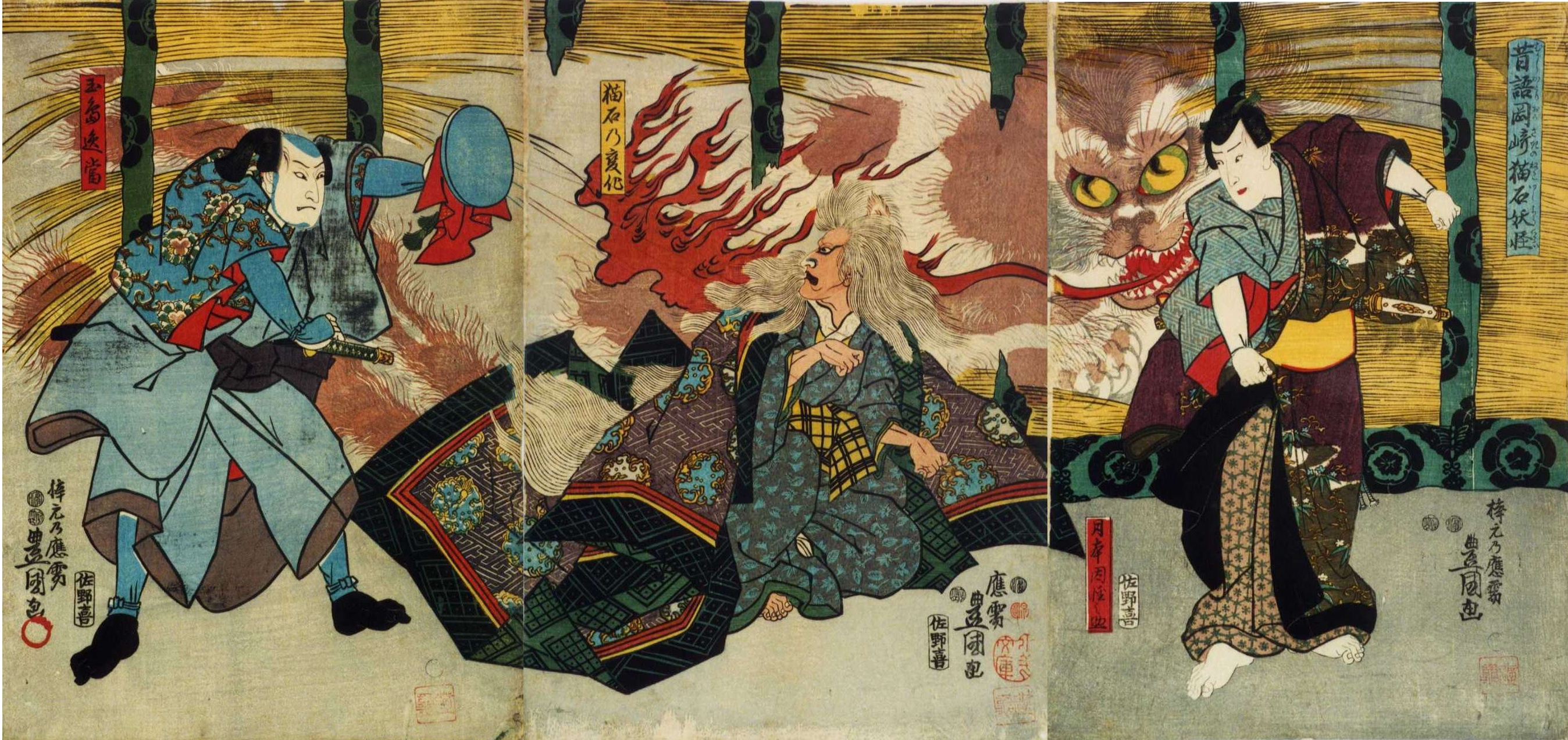
Scéna z kabuki s obrovskou nekomatou, Kunisada Utagawa, 1847
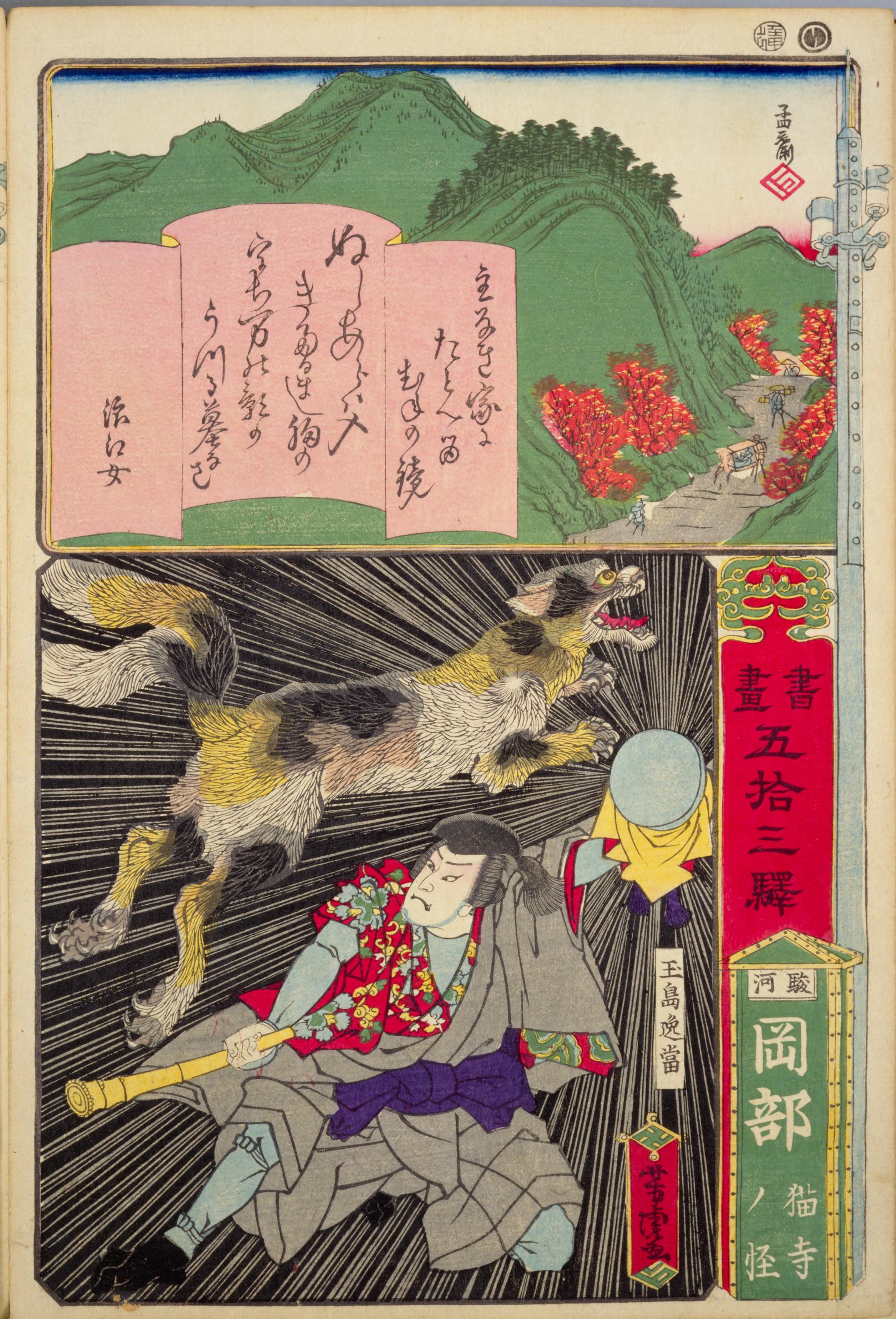
Deskotisk s dvouocasou kočkou, Jošitora Utagawa, 19. století